# 旧伦巴赫
旧伦巴赫是奥地利下奥地利州圣帕尔滕兰县的一个市镇。总面积35.58平方公里，总人口2734人，人口密度76.8人/平方公里（2005年）。